# تپه گورستان مارون کلاته
تپه قبرستان مارون کلاته در شهرستان علی‌آباد، بخش مرکزی، روستای باغه شور نفس واقع شده و این اثر در تاریخ ۱۰ بهمن ۱۳۸۳ با شمارهٔ ثبت ۱۱۳۰۳ به‌عنوان یکی از آثار ملی ایران به ثبت رسیده است.